# (1248) Jugurtha
(1248) Jugurtha es un asteroide perteneciente al cinturón de asteroides descubierto el 1 de septiembre de 1932 por Cyril V. Jackson desde el observatorio Union de Johannesburgo, República Sudaficana.

## Designación y nombre
Jugurtha fue designado inicialmente como 1932 RO.
Más tarde se nombró en honor de Jugurta, un antiguo rey de Numidia.

## Características orbitales
Jugurtha está situado a una distancia media de 2,722 ua del Sol, pudiendo alejarse hasta 2,764 ua y acercarse hasta 2,681 ua. Tiene una inclinación orbital de 9,142° y una excentricidad de 0,01526. Emplea en completar una órbita alrededor del Sol 1641 días.